# Orden de Santa Clara
La Orden de Santa Clara  (en latín: Ordo Sanctæ Claræ, O.S.C.) u Orden de las Hermanas Pobres de Santa Clara es uno de los institutos religiosos de la Segunda Orden de San Francisco para religiosas. Estas monjas son conocidas como clarisas. La Orden fue fundada por san Francisco de Asís y santa Clara de Asís en 1212.

## Historia

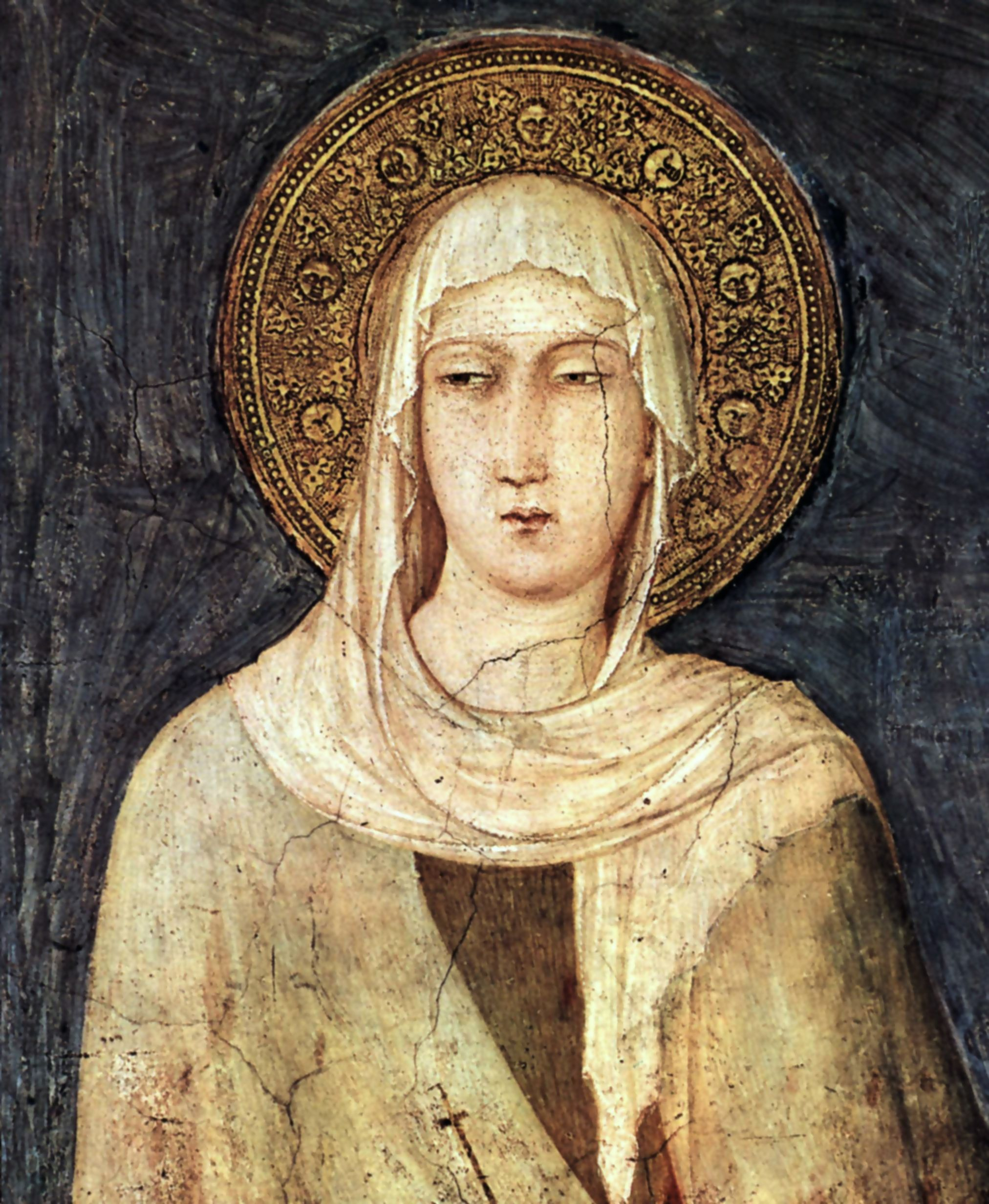
Santa Clara de Asís. Fresco de Simone Martini.. Basílica de San Francisco de Asís.

La Primera Orden de San Francisco fue fundada en 1209. Sus miembros eran conocidos como hermanos menores. A partir de 1210 san Francisco de Asís tuvo su residencia habitual en la iglesia de Porciúncula, en Asís, Italia. Santa Clara, una joven muchacha noble de Asís a la que le gustaban los sermones de san Francisco, se fue de la casa familiar con una amiga llamada Pacífica y se presentó en Porciúncula en la noche del Domingo de Ramos de 1212. San Francisco les cortó el cabello y les dio un hábito como el suyo. Posteriormente, las mandó a vivir al monasterio de monjas benedictinas de San Paolo de Bastia. Al cabo de unos días se trasladaron al monasterio de benedictinas de Sant Angelo, en el monte Subasio de la provincia de Perugia. Posteriormente se les unió una hermana de Clara, Inés, a la cual Francisco también cortó el pelo. Tiempo después, el obispo Guido de Cortona entregó a estas monjas la iglesia de San Damián en Asís. El propio san Francisco organizó la comunidad de San Damián, les aconsejó y les entregó numerosos escritos sobre vida religiosa.
El IV Concilio de Letrán de 1215 indicaba que todas las órdenes que no estaban aprobadas canónicamente debían tomar la regla de una orden ya aprobada. Las clarisas tomaron la regla benedictina. No obstante, Clara obtuvo de Inocencio III un singular "privilegio de pobreza".
Francisco conoció al cardenal Hugolino de Segni, obispo de Ostia y Velletri, en 1216. El cardenal Hugolino aprobó la regla de las clarisas de San Damián en 1219. Fue la primera mujer que escribió una regla para una comunidad. 
Al principio a estas monjas se las conoció como hermanas menores, Cuando Hugolino usó el término hermanas pobres para el grupo de monjas de la iglesia de San Damián, san Francisco dijo que prefería que el nombre de las religiosas fuese el de damas pobres. Finalmente, el nombre "hermanas menores" fue suprimido por Gregorio IX en 1241.
El papa Honorio III aprobó la regla de la Primera Orden de San Francisco con la bula Solet annuere del 22 de noviembre de 1223. En 1227 Hugolino fue escogido papa como Gregorio IX. El papa Inocencio IV aprobó unas reglas para las clarisas con la bula Quoties a nobis del 23 de agosto de 1247. No obstante, posteriormente el pontífice dijo en la bula Inter personas del 6 de julio de 1250 que esta no era obligatoria para las monjas.
El 16 de septiembre de 1252 el papa Inocencio IV aprobó otra regla para la orden. El cardenal Reinaldo de Conti di Segni fue protector de los franciscanos desde 1227 y desde 1248 también lo fue de las clarisas. El 27 de abril de 1253 logró que el papa Inocencio IV visitase a santa Clara en Asís, donde pasaba el final de su vida.

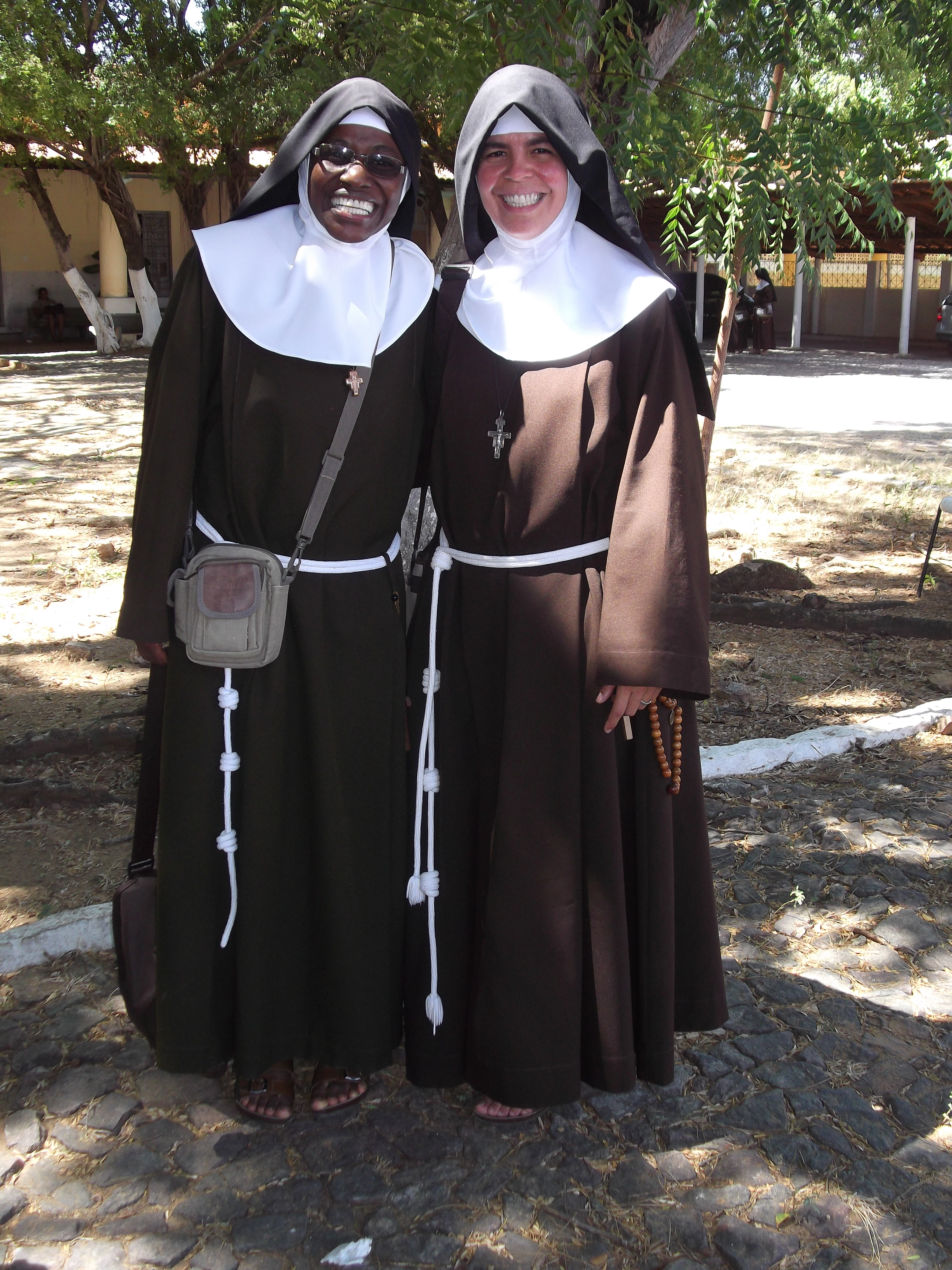
Hermanas clarisas en Brasil

La aprobación de la regla por bula de Inocencio IV tuvo lugar con la Solet annuere del 9 de agosto de 1253. Reinaldo llegó a sumo pontífice en 1254 como Alejandro IV y canonizó a santa Clara en la catedral de Agnani en 1255. En 1257 comenzó la construcción de la basílica de Santa Clara en Asís. En 1260 se enterró en este lugar el cuerpo de la santa. La basílica fue finalizada en 1265.
En 1221 el papa Honorio III aprobó el Memorial del propósito de los hermanos y hermanas de penitencia que viven en sus propias casas (conocido como el Memoriale), que va dirigido a todas las órdenes de penitencia en general, y que fue la primera norma usada por la Tercera Orden de San Francisco, fundada en el siglo XIII para hombres y mujeres seglares franciscanos.
La beata Isabel de Francia, hermana del rey san Luis IX, quiso fundar un monasterio de damas pobres cerca de París, bajo la inspiración de santa Clara. Elaboró una nueva regla que, posteriormente, fue estudiada y modificada por cinco teólogos franciscanos de la Universidad de París, entre los que estaba san Buenaventura de Fidanza. Esta regla fue aprobada por Alejandro IV el 27 de julio de 1263 y, finalmente, recibió la bula de Urbano IV Religionis augmentum del 27 de julio de 1263. Esta regla fue profesada por 10 conventos en Francia e Inglaterra, empezando por el primero de Longchamps, cerca de París. Aunque se trataba de una orden de clausura, tenía algunas modificaciones con respecto a la regla de santa Clara en espiritualidad y mitigaba el requisito de la pobreza, permitiendo que el convento tuviera rentas. Estas monjas también recibían asistencia espiritual de los franciscanos.

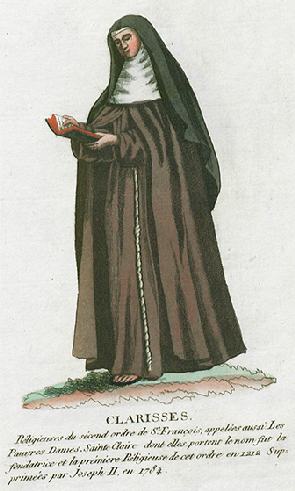
El hábito religioso de las clarisas

Durante su pontificado, Alejandro IV continuó siendo protector de franciscanos y clarisas. Cuando fue sucedido por Urbano IV en 1261, los franciscanos pidieron al papa que les asignase como protector al cardenal Juan Cayetano Orsini, lo que les fue concedido, aunque las clarisas tuvieron de protector a Esteban de Hungría, obispo de Palestrina. El papa Urbano IV, en la bula Inter personas del 19 de agosto de 1262, confirmó que en las circunstancias que se daban los franciscanos debían ser los que atendiesen las necesidades espirituales de las clarisas. Para tratar la jurisdicción franciscana de las clarisas y el papel del cardenal protector, el cardenal Cayetano de Orsino preparó una nueva regla para las clarisas, que fue aprobada por Urbano IV por bula del 18 de octubre de 1263. En esta regla el cardenal protector asignaba a las comunidades clarisas un visitador o un capellán, sin que este tuviese que ser necesariamente franciscano. También se consiguió la unificación con el mismo cardenal protector de todos los conventos de religiosas seguidoras de santa Clara, incluidos los fundados con la regla de la beata Isabel de Francia. La regla urbanista permitía que los conventos de clarisas tuvieran propiedades y rentas. También añadía el uso del escapulario.
Para tratar la jurisdicción franciscana de las clarisas y el papel del cardenal protector, el cardenal Cayetano de Orsino preparó una nueva regla para las clarisas, que fue aprobada por Urbano IV por bula del 18 de octubre de 1263. En esta regla el cardenal protector asignaba a las comunidades clarisas un visitador o un capellán, sin que este tuviese que ser necesariamente franciscano. También se consiguió la unificación con el mismo cardenal protector de todos los conventos de religiosas seguidoras de santa Clara, incluidos los fundados con la regla de la beata Isabel de Francia.

## Difusión de la orden

### Europa

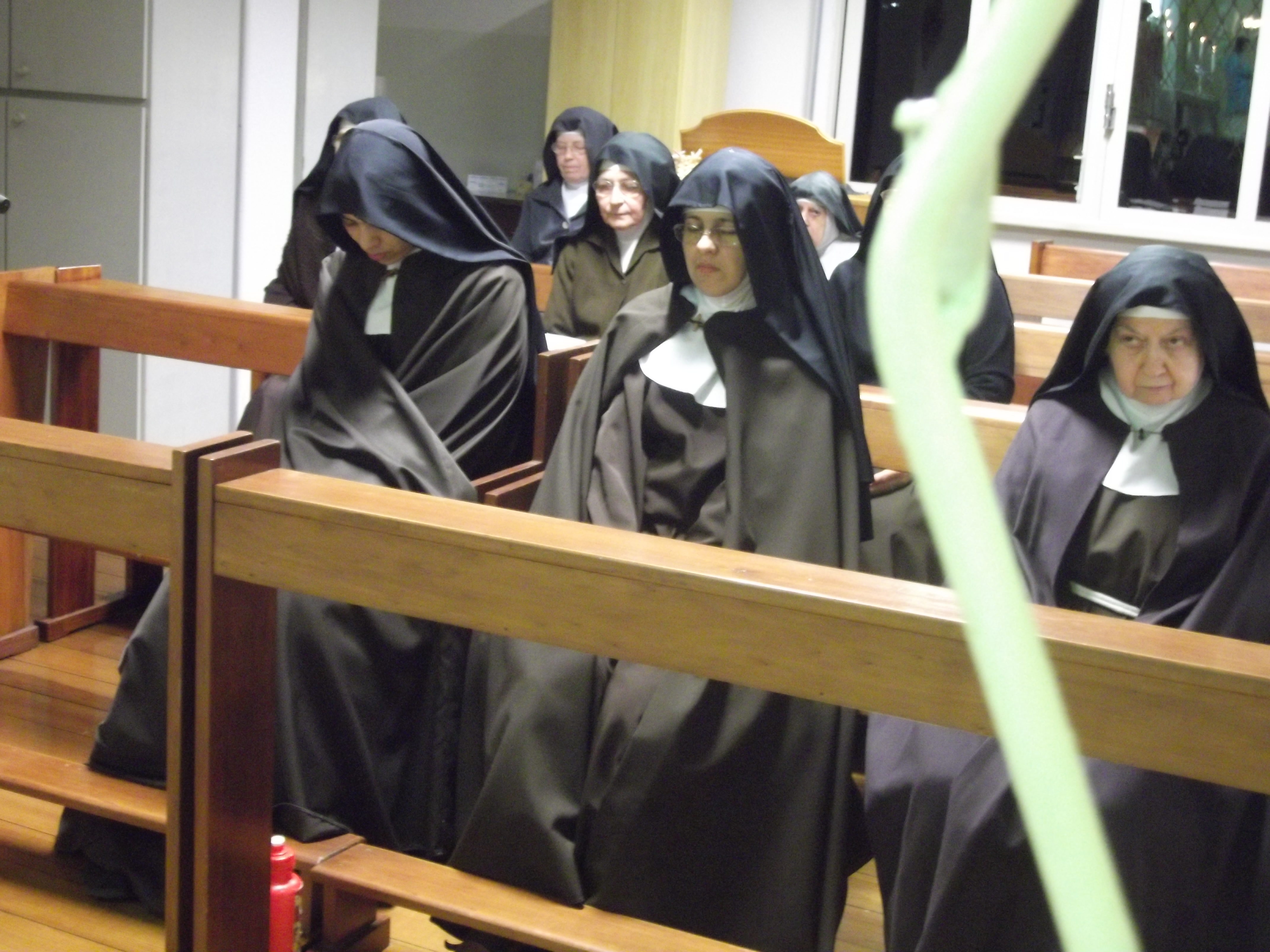
Las Hermanas Clarisas en oración en la clausura conventual.

La difusión de la orden empezó en 1218 cuando se fundó un monasterio en Perugia. A este le siguieron nuevas fundaciones en Florencia, Venecia, Mantua y Padua. Santa Inés de Asís, que hermana y compañera de santa Clara, introdujo la orden en España, siendo Barcelona y Burgos las ciudades que tuvieron las comunidades más grandes. La tradición histórica sostiene, además, que la primera fundación fuera de Italia fue en Navarra, extramuros de Pamplona, el monasterio de Santa Engracia, entre los años 1227-1228. A esta fundación siguieron  en estas tierras poco después las de Tudela (1257), Estella (1262) y, bastante más tarde, Monteagudo (1503). Aquella primera de Pamplona se asentó en Olite hacia 1804 donde permanece en la actualidad. En el conjunto de España durante el siglo XIII se fundaron 49 conventos, y en los siglos siguientes aumentó el número viviendo álgidos momentos fundacionales en el siglo XVI, con la fundación de 83 nuevas casas que contrasta con las 7 del siglo XVIII, o las 11 del siglo XIX. En este siglo «la orden no se vio afectada por los distintos procesos de exclaustración, no obstante, los bienes de sus conventos fueron desamortizados.» A esa primeras damas pamplonesas no tardaron en seguirlas varias damas burgalesas, por un lado, y zaragozanas, por otro (1234) según informa el historiador franciscano José García Oro.

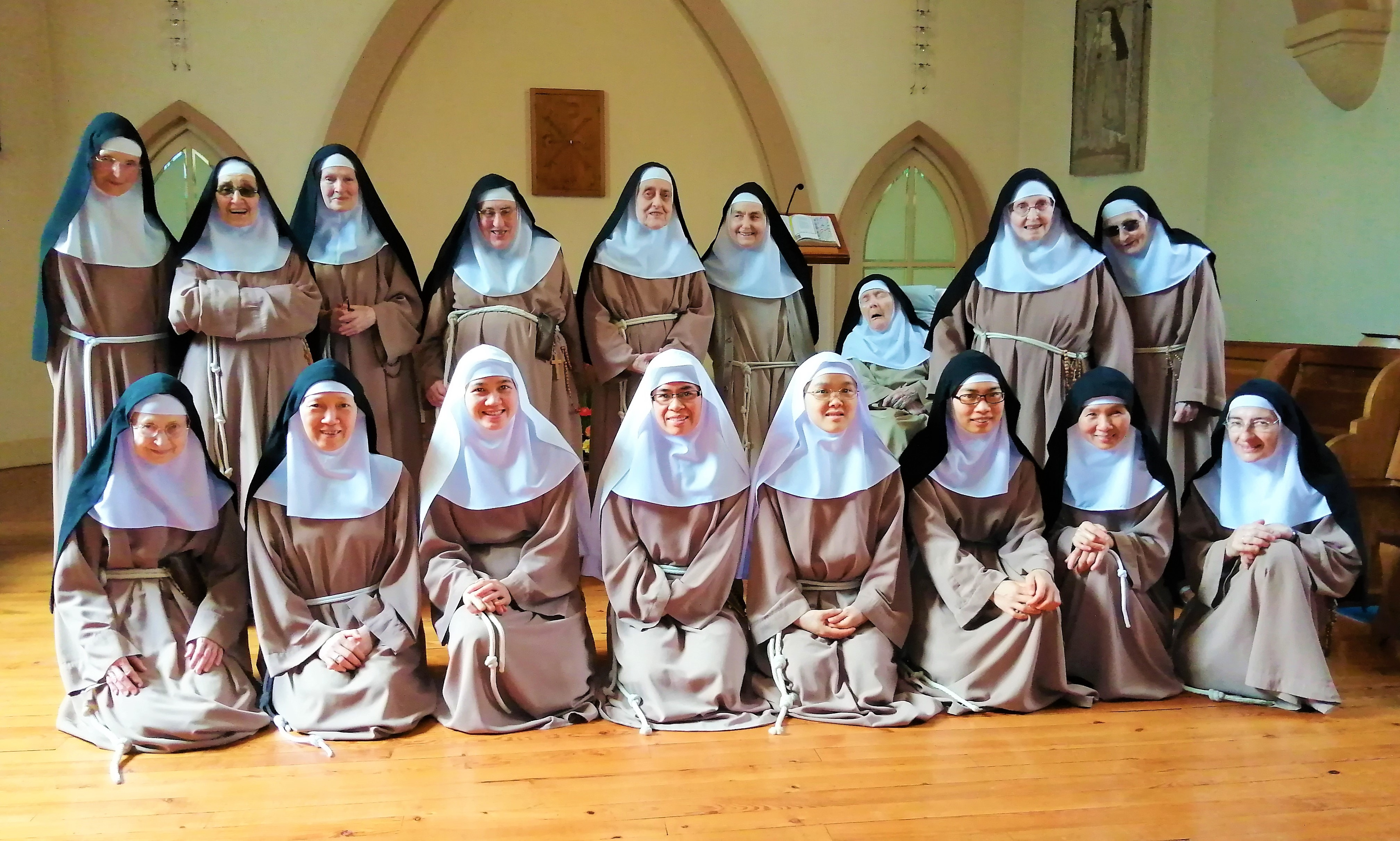
Comunidad de Hermanas Clarisas de Toulouse, en Francia.

La orden se extendió a Bélgica y a Francia, donde se fundó un monasterio en Reims en 1229, seguido de otros en Montpellier, Cahors, Burdeos, Metz y Besanzón. La comunidad de Asís fundó un monasterio en Marsella en 1254. El monasterio de clarisas de San Marcelo, en París, fue fundado por la reina Margarita de Provenza, que falleció en él en 1295. El rey Felipe IV de Francia y la reina Juana I de Navarra fundaron un monasterio en Moncel, en la diócesis de Beauvais. Hacia el año 1300 había 47 monasterios de clarisas en España. Cristóbal Colón estuvo en el monasterio de Santa Clara de Moguer, en la provincia española de Huelva y en Alicante -Monasterio de la Santa Faz- uno de sus más señalados enclaves.
El primer monasterio de clarisas de Inglaterra fue fundado en 1286 en Newcastle upon Tyne. En la Edad Media inglesa su principal monasterio fue la abadía de la Orden de Santa Clara, que se encontraba cerca de Aldgate. Tras la disolución de los monasterios realizada por Enrique VIII, varias comunidades religiosas de Inglaterra se instalaron en la Europa Continental. Ese fue el caso del monasterio de clarisas de Gravelines, Francia, fundado por Mary Ward. Cuando fueron expulsadas del monasterio por el ejército durante la Revolución Francesa, en 1795, la comunidad regresó a Inglaterra. Se instalaron primero en Northumberland y en 1857 construyeron un monasterio en Darlington. Tras la emancipación católica de la primera mitad del siglo XIX, otras clarisas fueron al Reino Unido, y establecieron comunidades como las de Notting Hill (1857, aunque el ayuntamiento las obligó a trasladarse en la década de 1960 y se instalaron en la villa de Arkley en 1969), Woodchester (1860), Much Birch (1880), Arundel (1886), Lynton (fundado por la comunidad de Rennes, Francia, 1904), Woodford Green (1920–1969), York (1865–2015) y Nottingham (1927).
En Irlanda se fundaron conventos de esta orden a partir del siglo XVII. La primera clarisa irlandesa fue Martha Marianna Cheevers.
También hay conventos de clarisas en otros países europeos como Alemania, Bélgica, Hungría, Lituania, Polonia y Portugal.

### Hispanoamérica
En el siglo XVI se fundaron conventos de clarisas en Santo Domingo y México. En Perú hubo desde el siglo XVII. «A mediados del siglo XX las clarisas españolas habían fundado 39 conventos en América.»

### Estados Unidos
En Estados Unidos existen monasterios de clarisas desde el siglo XIX. Entre otros lugares, hay en: Bordentown, Nueva Jersey; Boston, Massachusetts; Brenham, Texas; Chicago, Illinois; Cincinnati, Ohio; Cleveland, Ohio (O.S.C., O. S. Cl. Col.. y O. C. P. A.); Evansville, Indiana; Los Altos Hills, California; Memphis, Tennessee; Condado de New Kent, Virginia; Nueva Orleans; Filadelphia, Pensilvania; Phoenix, Arizona; Saginaw, Míchigan; Spokane, Washington;/ Travelers Rest, Carolina del Sur; Washington D. C.; y Wappingers Falls, Nueva York.
Además hay otros monasterios en California, Florida, Misuri, Montana y Tennessee. Desde la década de 1980, las monjas de la ciudad de Nueva York han formado otras comunidades en Connecticut y Nueva Jersey.

### Canadá
Hay tres monasterios de esta orden en Canadá: en Duncan y en Mission, en la Columbia Británica, y en Valleyfield, Quebec.